# ديفيد رايفرز
ديفيد رايفرز (بالإنجليزية: David Reivers)‏ ولد في (21 نوفمبر 1958) في كينغستون في جمايكا, هو الممثل الجامايكي والد المغني والممثل (كوربن بلو)، وقام بالتمثيل في عدة أفلام مع أبنه في قناة (ديزني) الأصل الفيلم في فيلم (جامب إن!) و(هاي سكول ميوزيكال 3: سينيور يير)، وأيضًا في فيلم (النمط الحر), ولعب أيضًا بدور شخصية بايج ماثيوز في سلسلة مسلسلات المسحورات.

## فيلموغرافيه
- 1999 السنة الثالثة عشرة: فلم
- 2003 24: مسلسل
- 2006 جيلمور الفتيات: مسلسل
- 2006 بوسيدون: فلم
- 2001 المسحورات : مسلسل
- 2007 جامب إن! : فلم
- 2006 دريك آند جوش: مسلسل
- 2008 هاي سكول ميوزيكال 3: سينيور يير: فلم
- 2009 النمط الحر: فلم

## وصلات خارجية
- ديفيد رايفرز على موقع IMDb (الإنجليزية)
- ديفيد رايفرز على موقع ألو سيني (الفرنسية)
- ديفيد رايفرز على موقع أول موفي (الإنجليزية)
- ديفيد رايفرز على موقع أول موفي (الإنجليزية)
- ديفيد رايفرز على موقع قاعدة بيانات الأفلام السويدية (السويدية)
- ديفيد رايفرز على موقع قاعدة بيانات الفيلم (الإنجليزية)
- ديفيد رايفرز على موقع كينوبويسك (الروسية)